# Labesserette
Labesserette é uma comuna francesa na região administrativa de Auvérnia-Ródano-Alpes, no departamento de Cantal. Estende-se por uma área de 13,86 km². Em 2010 a comuna tinha 303 habitantes (densidade: 21,9 hab./km²).